# NGC 7684
NGC 7684 (другие обозначения — PGC 71625, UGC 12637, MCG 0-59-50, ZWG 380.65) — галактика в созвездии Рыбы.
Этот объект входит в число перечисленных в оригинальной редакции «Нового общего каталога».